# Teresa Belloc-Giorgi
Maria Teresa Ottavia Faustina Trombetta, nota come Teresa Belloc-Giorgi (San Benigno Canavese, 13 agosto 1784 – San Giorgio Canavese, 13 maggio 1855), è stata un contralto italiano.

## Biografia

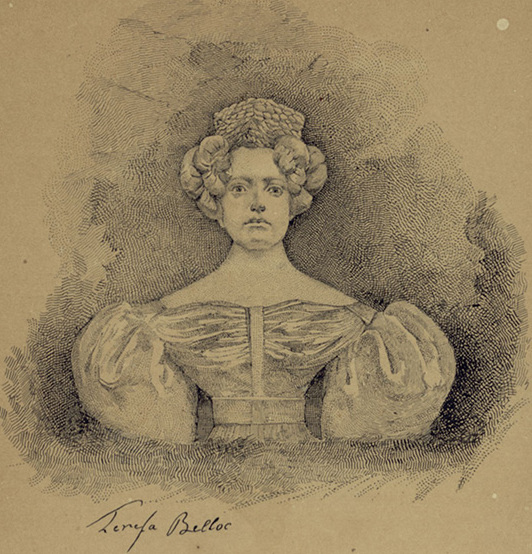
Ritratto di Teresa Belloc

Nacque da Carlo Trombetta e da Agnese Clerc, oriunda della Georgia. Fu educata a Torino, quindi a Parigi, poiché il padre era al servizio della repubblica francese.
Nel 1801 esordì come prima donna al Teatro Carignano di Torino, col melodramma giocoso di Simone Mayr L'equivoco, ossia Le bizzarrie d'amore, ed in un altro di Ferdinando Paër, La Virtù al cimento, con il nome di Teresa Giorgi. Fu quindi impegnata a Parma e Trieste, e nel 1803 apparve a Parigi come protagonista di Nina, o sia La pazza per amore di Giovanni Paisiello e di Griselda di Paër.
Nel 1804 debuttò al Teatro alla Scala di Milano (ancora nella Nina di Paisiello), e fu poi presente in questo teatro per oltre venti anni. Nel 1823 fu la protagonista nella ripresa di Medea in Corinto di Mayr.
Predilesse i ruoli rossiniani: ottenne grande successo nei ruoli da contralto in Cenerentola, Tancredi e L'italiana in Algeri (Isabella), ma creò anche la parte da soprano di Isabella ne L'inganno felice e di Ninetta ne La gazza ladra.
Nel 1818 la Giorgi apparve anche a Londra sotto il nome di Bellochi, ma non ebbe successo e tornò a Milano, dove cantò fino al 1828. Si ritirò a San Giorgio Canavese e vi morì afflitta dalla gotta.

## Ruoli creati
- 18 maggio 1804: Donna Luigia in Amor non ha ritegno, di Simone Mayr, Teatro alla Scala di Milano
- 26 dicembre 1806: Adelasia in Adelasia e Aleramo di Simone Mayr, Teatro alla Scala di Milano
- 8 febbraio 1808: Zelmira in La conquista delle Indie Orientali di Vincenzo Federici, Teatro Regio di Torino
- 15 agosto 1810: Palmira in Marco Albino in Siria di Giacomo Tritto, Teatro San Carlo di Napoli
- 1º dicembre 1810: Odoardo in Odoardo e Cristina di Stefano Pavesi, Teatro San Carlo di Napoli
- 1º novembre 1811: Amalia in I solitari di Carlo Coccia, Teatro San Moisè di Venezia
- 8 gennaio 1812: Isabella in L'inganno felice di Gioachino Rossini, Teatro San Moisè di Venezia
- 30 marzo 1812: Fiordalisa in La vedova stravagante di Pietro Generali, Teatro alla Scala di Milano
- 27 dicembre 1816: Berenice in Berenice di Armenia di Carlo Evasio Soliva, Teatro Regio di Torino
- 23 gennaio 1817: Dircea in Abradate e Dircea di Paolo Bonfichi, Teatro Regio di Torino
- 7 aprile 1817: Gigi in La gioventù di Cesare di Stefano Pavesi, Teatro alla Scala di Milano
- 31 maggio 1817: Ninetta in La gazza ladra di Gioachino Rossini, Teatro alla Scala di Milano
- 26 dicembre 1820: Fedra in Fedra di Simone Mayr, Teatro alla Scala di Milano
- 15 maggio 1821: Emilia in La sciocca per astuzia di Giuseppe Mosca, Teatro alla Scala di Milano
- 2 ottobre 1821: Donna Aurora in Donna Aurora o sia Il romanzo all'improvviso di Francesco Morlacchi, Teatro alla Scala di Milano
- 30 ottobre 1821: Elisa in Elisa e Claudio di Saverio Mercadante, Teatro alla Scala di Milano
- 26 dicembre 1822: Geltrude in Amleto di Saverio Mercadante, Teatro alla Scala di Milano
- 6 febbraio 1823: Gran Vestale in La vestale di Giovanni Pacini, Teatro alla Scala di Milano